# Ken Arthurson
Ken Arthurson, né le 1er octobre 1929 à Glebe (Australie), est un joueur, entraîneur et dirigeant australien de rugby à XIII, le tout dans le même club : les Manly-Warringah Sea Eagles.

## Biographie
Ken Arthurson joue en tant qu'arrière lors de la première grande finale du club en 1951 du championnat de Nouvelle-Galles du Sud et les a entraîné lors de la finale de 1957 et 1959, mais toutes sont ponctuées par une défaite
En 1963, il intègre l'administration du club avec le secrétariat à partir de 1963 et cela durant vingt années, aidant le club à se construire un palmarès en partie grâce à ses talents de négociateurs et dans les finances, le club y remportant cinq championnats en 1972, 1973, 1976 et 1978.
En 1984, il prend la présidence de la New South Wales Rugby League puis de l'Australian Rugby League puis est fait Membre de l'ordre d'Australie en 1988 en reconnaissance de son action au service du rugby à XIII.
Dans les années 1990, il mène la guerre de la Super League contre Rupert Murdoch. Il est resté à la présidence de Manly-Warringah Sea Eagles jusqu'en 2004.